# یواس‌اس وگوگسانگ (دی‌یی-۲۸۴)
یواس‌اس وگوگسانگ (دی‌یی-۲۸۴) (به انگلیسی: USS Vogelgesang (DE-284)) یک کشتی بود که طول آن ۳۰۶ فوت (۹۳ متر) بود.